# Femmes du chaos vénézuélien
Pour plus de détails, voir Fiche technique et Distribution.
Femmes du chaos vénézuélien : vivre au Venezuela sous Maduro est un documentaire, tourné au Vénézuéla en 2016, de la réalisatrice franco-vénézuélienne Margarita Cadenas. Celle-ci présente à travers le parcours de cinq femmes le « chaos » de la société vénézuélienne sous la gouvernance de Nicolás Maduro.

## Synopsis
Dans ce documentaire, Margarita Cadenas présente le parcours de cinq femmes vénézuéliennes qui tentent de survivre, dans le « chaos » d’une société en perdition, sous la gouvernance de Nicolas Maduro,,. Les personnages évoquent les principaux problèmes de la vie quotidienne des Vénézuéliens : « la pénurie alimentaire, le manque de moyens dans les hôpitaux, les prisonniers politiques, le manque d’eau, l’injustice et la délinquance ».
Les cinq femmes sont Kim, Marie-José, Luisa, Éva et Olga. Pour Margarita Cadenas : « Les femmes vénézuéliennes sont un pilier de la société, elles sont actives, elles ne sont pas confinées à la maison. C'est une société matriarcale, et elle continue d'être macho, mais les femmes sont des guerrières, très dignes ».
Kim est infirmière mais doit cumuler deux emplois pour vivre. Elle évoque les pénuries de médicaments et de matériels chirurgicaux. Elle invoque les décisions déchirantes, faute de matériel médical suffisant, quand il faut décider quel malade sauver entre un homme blessé par balle et un adolescent à qui il faut retirer l’appendice. Par ailleurs, Kim décide avec son mari, à cause de la crise des réfugiés vénézuéliens de quitter le pays pour donner un avenir à leurs enfants,.
Maria José, une community manager, travaille chez elle. Sa maison regorge de nourritures achetées très cher et en grosse quantité alors que se ravitailler au Venezuela relève de l'impossible. Elle est terrorisée par les risques d'agression envers son fils.
Luisa est une policière retraitée qui vit dans un environnement aisé. Elle a élevé son petit-fils, un étudiant qui devait passer son diplôme universitaire, mais il est en prison, arrêté par la police, sans être inculpé de quoi que ce soit, .
Eva, mère d’une fille, est au chômage et envisage de quitter le Venezuela pour rejoindre son père en Colombie. Pour réussir à acheter un peu de nourriture, elle dort dehors devant les supermarchés, afin de garder sa place dans la file d’attente.
Enfin Olga est psychologiquement détruite et animée d’un désir de vengeance, après la mort de son fils tué par erreur par la police. Il lui est impossible de porter plainte et de réclamer justice.

## Conditions du tournage
La réalisatrice Margarita Cadenas indique que l’armée lui a interdit de filmer l’intérieur des hôpitaux ou des magasins. Aussi, ces scènes ont été filmées clandestinement. C’est pourquoi une grande partie de l’équipe technique n’apparaît pas au générique, afin de protéger leur vie.

## Accueil critique
Pour Human Rights Watch une ONGI qui se donne pour mission de défendre les droits de l'homme et le respect de la Déclaration universelle des droits de l'homme : « C'est l'un des meilleurs films sur le Venezuela. C'est extraordinaire, très précis, très équilibré, émouvant, puissant. Il se penche sur tous les problèmes du Venezuela. »

## Distinctions
- Prix du public au 11e festival du cinéma de Lichter, Francfort, Allemagne 2018[9].